# Dinitruro de azufre
El dinitruro de azufre es un compuesto químico. Su fórmula química es S2N2. Contiene azufre en su estado de oxidación +3. También contiene iones de nitruro.

## Propiedades
El dinitruro de azufre es un sólido cristalino incoloro. Es explosivo, similar al tetranitruro de tetrasulfuro. Se evapora fácilmente. No se disuelve en agua. Se convierte de nuevo en tetranitruro de tetrasulfuro cuando se expone al agua.

## Preparación
El dinitruro de azufre se produce reaccionando plata elemental con tetranitruro de tetrasulfuro. Esto forma sulfuro de plata(I), que actúa como catalizador. Esta reacción ocurre en el vacío.

## Usos
Reacciona con algunos compuestos químicos que son ácidos.